# Eva Andrei
Eva Yocheved Andrei (Bucarest, Siglo XX) es una física rumano-estadounidense especializada en la materia condensada. Es profesora distinguida y profesora de la junta de gobernadores de la Universidad Rutgers. Su investigación se centra en las propiedades emergentes de la materia que surgen del comportamiento colectivo de muchas partículas, especialmente fenómenos de baja dimensión bajo bajas temperaturas y altos campos magnéticos.

## Biografía

### Primeros años
Nació en Bucarest, Rumania. Recibió su licenciatura en física por la Universidad de Tel Aviv en Israel y su doctorado en física por la Universidad de Rutgers en Estados Unidos. Después de recibir su educación, trabajó como becaria postdoctoral en Bell Labs, Murray Hill NJ y CEA Paris-Saclay.

### Carrera
Comenzó su carrera independiente en 1987 como profesora asistente en Rutgers. Una de sus primeras contribuciones importantes fue establecer la existencia de un sólido de Wigner en un plasma de electrones 2D. Más recientemente, ha realizado importantes contribuciones al estudio del grafeno, incluida la detección del transporte balístico de portadores de carga y la observación de la singularidad de Van Hove en el grafeno bicapa retorcido. Su descubrimiento del efecto Hall cuántico fraccional en el grafeno fue uno de los diez principales descubrimientos de la revista Science en el año 2009. Mediante el estudio de patrones muaré en láminas retorcidas de grafeno, observó la alineación de los electrones que podría facilitar el uso del grafeno en supercomputadoras.
Su investigación también ha presentado la posibilidad de que el grafeno pueda usarse para enfriar supercomputadoras. Ha revelado nuevas formas de crear bandas planas dentro de grafeno retorcido que pueden usarse para crear estructuras de superred. Recibió el Premio a la Docencia Sobresaliente de la Sociedad de Estudiantes de Física en 2014. En enero de 2024, todavía facilita la investigación a través de Rutgers y como becaria postdoctoral en Bell Labs. Esto incluye investigaciones experimentales sobre sistemas de dimensionalidad reducida en campos magnéticos elevados y bajas temperaturas. Esta investigación ha dado lugar a muchos descubrimientos en el campo de la superconductividad, las ondas de densidad de carga y el magnetismo.
Es miembro de la Academia Nacional de Ciencias (2013), la Asociación Estadounidense para el Avance de la Ciencia (2010), la Academia Estadounidense de las Artes y las Ciencias (2012),  y la Sociedad Estadounidense de Física.
Fue galardonado con el Premio de los Fideicomisarios de la Universidad de Rutgers a la Excelencia en Investigación, la Medalla francesa de física CEA, el Premio Mildred Dresselhaus en Nanociencia y Nanomateriales (2023) y el Premio a la Docencia Destacada de la Sociedad de Estudiantes de Física (2014).

## Publicaciones seleccionadas
- Du, Xu; Skachko, Ivan; Barker, Anthony; Andrei, Eva Y. (2008). «Approaching ballistic transport in suspended graphene». Nature Nanotechnology (en inglés) 3 (8): 491-495. Bibcode:2008NatNa...3..491D. ISSN 1748-3387. PMID 18685637. arXiv:0802.2933. doi:10.1038/nnano.2008.199.
- Li, Guohong; Luican, Adina; Andrei, Eva Y. (29 de abril de 2009). «Scanning Tunneling Spectroscopy of Graphene on Graphite». Physical Review Letters (en inglés) 102 (17): 176804. Bibcode:2009PhRvL.102q6804L. ISSN 0031-9007. PMID 19518809. arXiv:0803.4016. doi:10.1103/PhysRevLett.102.176804.
- Du, Xu; Skachko, Ivan; Duerr, Fabian; Luican, Adina; Andrei, Eva Y. (2009). «Fractional quantum Hall effect and insulating phase of Dirac electrons in graphene». Nature (en inglés) 462 (7270): 192-195. Bibcode:2009Natur.462..192D. ISSN 1476-4687. PMID 19829294. arXiv:0910.2532. doi:10.1038/nature08522.
- Li, Guohong; Luican, A.; Lopes dos Santos, J. M. B.; Castro Neto, A. H.; Reina, A.; Kong, J.; Andrei, E. Y. (2010). «Observation of Van Hove singularities in twisted graphene layers». Nature Physics (en inglés) 6 (2): 109-113. Bibcode:2010NatPh...6..109L. ISSN 1745-2481. arXiv:0912.2102. doi:10.1038/nphys1463.
- Luican, A.; Li, Guohong; Reina, A.; Kong, J.; Nair, R. R.; Novoselov, K. S.; Geim, A. K.; Andrei, E. Y. (21 de marzo de 2011). «Single-Layer Behavior and Its Breakdown in Twisted Graphene Layers». Physical Review Letters (en inglés) 106 (12): 126802. Bibcode:2011PhRvL.106l6802L. ISSN 0031-9007. PMID 21517338. arXiv:1010.4032. doi:10.1103/PhysRevLett.106.126802.